# Эзер, Айкут
Айкут Эзер (тур. Aykut Özer; родился 1 января 1993, Ханау, Германия) — турецкий футболист, вратарь клуба «Самсунспор». Выступал за молодёжную сборную Турции.

## Карьера

### Клубная
Родители Айкута — турки, переехавшие в Германию и поселившиеся в пригороде Франкфурта, Ханау, где и родился Айкут. Айкут начал заниматься футболом в школе местного клуба, а затем перешёл в академию «Айнтрахта». С молодёжной командой «Айнтрахта» в 2010 году стал победителем молодёжной Бундеслиги (до 17 лет). В 2011 году подписал профессиональный контракт, поначалу выступал за вторую команду франкфуртцев. 18 мая 2013 года дебютировал за основной состав в матче против «Вольфсбурга», выйдя на замену вместо получившего травму Оки Николова.

### В сборной
Айкут выступал за юношеские и молодёжные сборные Турции различных возрастов. Включён в заявку Турции на домашний молодёжный чемпионат мира.